# Torben Johannesen (atlet)
 For alternative betydninger, se Torben Johannesen. (Se også artikler, som begynder med Torben Johannesen)
Torben Johannesen (født 1923) var en dansk atlet medlem af Helsingør IF.
Torben Johannesen var opvokset i Snekkersten, han meldte sig som 17-årig ind i Helsingør IF i 1940, hvor han fik Hugo Olofsson som træner. I starten var han bedst til at springe og satte sjællandsk rekord i længdespring for ynglinge med 6,38. Han begyndte at løbe og specielt 400 meter hæk. Han havde evner både til sprint og mellemdistanceløb og kunde således løbe 11,3 på 100 meter og var med til at vinde fire danske mesterskaber på 4 x 1500 meter. I 1947 satte han sjællandsk rekord på 400 meter hæk med 58,2 og forbedredes denne rekord flere gange i de følgende år. I 1949 vandt han sit første individuelle DM på 400 meter hæk med tiden 54,6. Det blev til yderligere fem titler. I 1950 deltog han ved ved EM i Bryssel og nåede til semifinalen, hvor han blev nummer seks med 54,5 sek. I 1952 i en landskamp mod Norge i København løb han på 54,3, hvilket blev karrierens bedste resultat og som stadig er klubrekord i Helsingør IF.

## Internationale mesterskaber
- 1950 EM 400 meter hæk 54,5

## Danske mesterskaber
- Guld 1956 400 meter hæk 54,6
- Sølv 1955 400 meter hæk 54,6
- Sølv 1954 400 meter hæk 56,0
- Guld 1953 400 meter hæk 55,7
- Guld 1952 400 meter hæk 55,4
- Guld 1951 400 meter hæk 54,9
- Guld 1950 400 meter hæk 55,5
- Guld 1949 400 meter hæk 54,6
- Guld 1949 4 x 1500 meter
- Sølv 1948 400 meter hæk 55,7
- Bronze 1947 400 meter hæk 56,7

- Guld ? 4 x 1500 meter
- Guld ? 4 x 1500 meter
- Guld ? 4 x 1500 meter

## Personlige rekorder
- 100 meter: 11,3
- 400 meter: 50,8
- 800 meter: 1.56,8 1953
- 110 meter hæk: 15,9
- 200 meter hæk: 25,6 1953
- 400 meter hæk: 54,3 1952